# The First Step: Chapter One
The First Step: Chapter One – debiutancki single album południowokoreańskiego zespołu Treasure, wydany 7 sierpnia 2020 roku przez wytwórnię YG Entertainment. Jest to pierwsze wydawnictwo z serii „The First Step”.
Singel sprzedał się w nakładzie ponad 247 983 egzemplarzy w Korei Południowej (stan na grudzień 2020). Zdobył platynowy certyfikat w kategorii albumów.

## Tło
Zespół został założony przez YG Entertainment, przez program survivalowy YG Treasure Box. W maju 2020 roku ogłoszono, że grupa zadebiutuje w lipcu. 13 lipca 2020 roku YG opublikowało pierwszy zwiastun płyty. W kolejnych dniach różne zwiastuny zostały zamieszczone na ich profilach w mediach społecznościowych. Tytuł wydawnictwa i dzień premiery zostały ujawnione 20 lipca, lista utworów została ujawniona 10 dni później, a zwiastun do teledysku do głównego utworu, „Boy”, został opublikowany 5 sierpnia. The First Step: Chapter One został wydany cyfrowo 7 sierpnia 2020 roku, razem z teledyskiem do piosenki „Boy”. Dwie wersje fizyczne zatytułowane „Black Ver.” i „White Ver.” zostały wydane 13 sierpnia.

## Sprzedaż
31 lipca wytwórnia grupy ogłosiła, że The First Step: Chapter One przekroczyła 100 tys. zamówień w przedsprzedaży w ciągu dwóch dni. Trzy dni później ujawniono, że liczba zamówień w przedsprzedaży przekroczyła 150 tys. egzemplarzy. Singel zadebiutował na szczycie listy Gaon Album Chart w 33. tygodniu 2020 roku. W pierwszym tygodniu sprzedało się 160 614 kopii – był to drugi najwyższy wynik debiutantów w 2020 roku.
Utwór „Boy” zadebiutował na siódmym miejscu listy Billboard World Digital Song Sales, a „Come to Me” uplasował się na dziesiątej pozycji.

## Lista utworów
| CD | CD                                                                           | CD                                                      | CD                         | CD        | CD      |
| Nr | Tytuł utworu                                                                 | Tekst                                                   | Kompozycja                 | Aranżacja | Długość |
| -- | ---------------------------------------------------------------------------- | ------------------------------------------------------- | -------------------------- | --------- | ------- |
| 1. | „Boy”                                                                        | Se.A, Choice37, Choi Hyun-suk, Haruto                   | Choice37, R.Tee, Hae, Se.A | R.Tee     | 3:16    |
| 2. | „Deureowa (Come to Me)” (kor. 들어와 (Come to Me))                           | Rovin, Kim Kyung, Bigtone, Choi Hyun-suk, Yoshi, Haruto | Rovin                      | Rovin     | 3:24    |
| 3. | „Boy” (Instrumental) (tylko CD)                                              |                                                         | Choice37, R.Tee, Hae, Se.A | R.Tee     | 3:16    |
| 4. | „Deureowa (Come to Me)” (kor. 들어와 (Come to Me)) (Instrumental) (tylko CD) |                                                         | Rovin                      | Rovin     | 3:24    |

## Notowania
| Lista                   | Pozycja |
| ----------------------- | ------- |
| Gaon Weekly Album Chart | 1       |
| Five Music (Tajwan)     | 5       |